# Безопасный секс

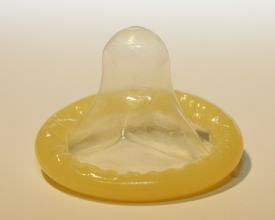
Презерватив мужской в свёрнутом виде

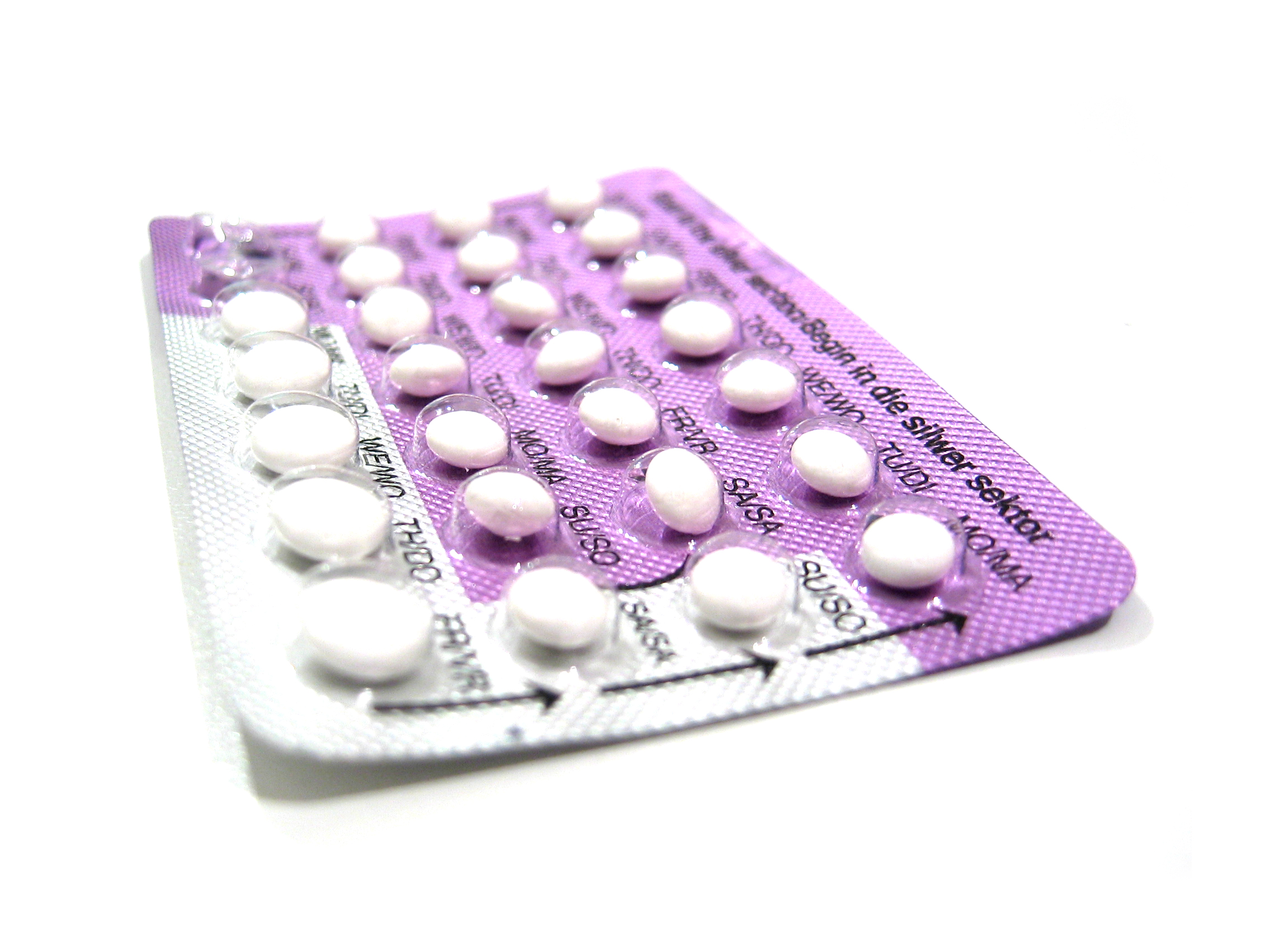
Блистер с таблетками комбинированного гормонального орального контрацептива.

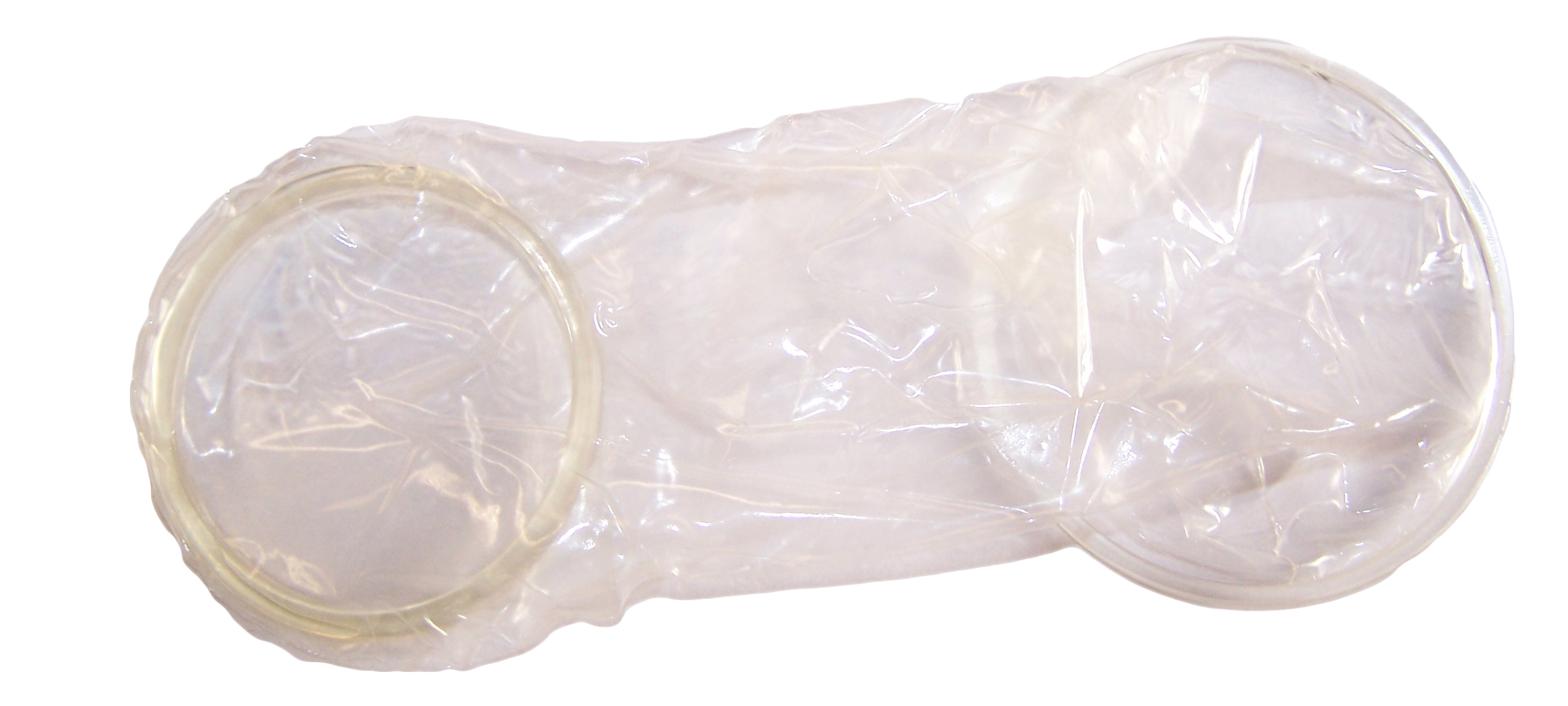
Женский презерватив

Безопа́сный се́кс (англ. Safe sex и англ. Protected sex «Защищённый секс») — сексуальная активность с использованием методов или устройств (таких как презервативы) для снижения риска передачи или приобретения заболеваний, передаваемых половым путем (ЗППП), особенно ВИЧ-инфекции. Концепция безопасного секса является взаимной, что подразумевает поддержание сексуальных отношений, которые не подвергают риску здоровье других.
Концепция «безопасного секса» появилась в 1980-х годах как ответ на глобальную эпидемию ВИЧ-инфекции и, возможно, более конкретно на кризис СПИДа в США. Продвижение безопасного секса в настоящее время является одной из основных целей полового воспитания и профилактики ЗППП, особенно снижения числа новых случаев ВИЧ-инфекции. Безопасный секс считается стратегией снижения вреда, направленной на снижение риска передачи ЗППП.
Хотя некоторые методы безопасного секса (контрацепция) также могут использоваться в качестве контроля над рождаемостью, большинство форм контрацепции не защищают от ЗППП. Аналогичным образом, некоторые практики безопасного секса, такие как выбор партнёра и сексуальное поведение с низким риском, могут не быть эффективными формами контрацепции.
С понятием защищённого секса также связано использование лубрикантов при половом контакте — они снижают трение и травматичность при многих видах секса. Наличие микротравм увеличивает риск инфицирования ВИЧ более чем на 20 процентов. В первую очередь, это важно для тех, кто практикует анальный секс.
Сексуальные практики, не попадающие под определение защищённого секса, называют небезопасным, или незащищённым сексом.

## Практика
Учителя по вопросам сексуального здоровья и органы общественного здравоохранения обычно рекомендуют целый ряд методов безопасного секса. Многие из этих методов могут снизить (но не полностью устранить) риск передачи или приобретения ЗППП.

### Секс без проникновения
Ряд половых актов, называемых «не проникающим сексом» или «внешним сексом», может значительно снизить риски ЗППП. Непроникающий секс включает в себя такие практики, как поцелуи, взаимная мастурбация, растирание или поглаживание. По данным Департамента здравоохранения Западной Австралии, эта сексуальная практика может предотвратить беременность и большинство ЗППП. Однако внешний секс может не защищать от инфекций, которые могут передаваться при контакте с кожей, таких как герпес и вирус папилломы человека. Взаимная или партнёрская мастурбация несёт в себе некоторый риск ЗППП, особенно в случае контакта с кожей или общих жидкостей организма с сексуальными партнёрами, хотя риски значительно ниже, чем во многих других сексуальных действиях.

### Секс по телефону, киберсекс и секстинг
Сексуальные действия, такие как секс по телефону, киберсекс и секстинг, которые не включают прямой контакт с кожей или телесными жидкостями сексуальных партнёров, не несут риска ЗППП и, таким образом, являются формами безопасного секса.

### Презерватив, коффердам, медицинские перчатки

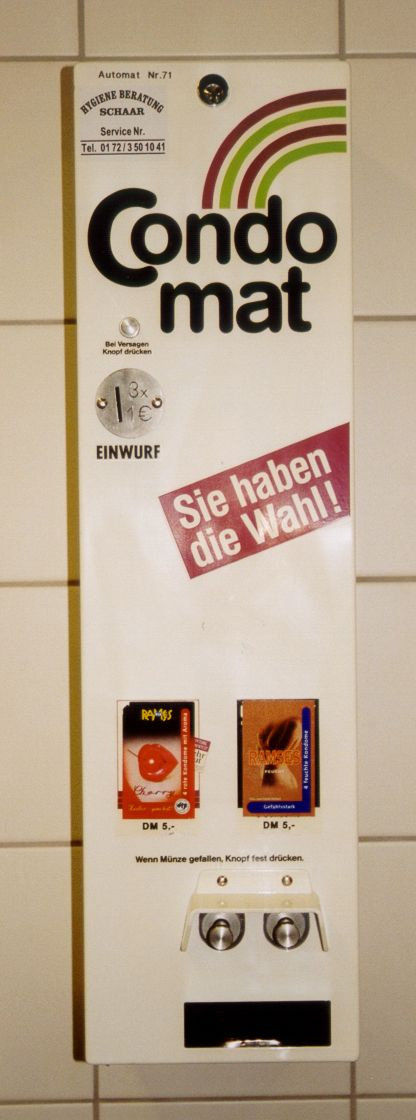
Торговый автомат презервативов в Германии.

Барьеры, такие как презервативы, коффердам и медицинские перчатки, могут предотвратить контакт с жидкостями организма (такими как кровь, вагинальная жидкость, сперма, слизь прямой кишки) и другими средствами передачи ЗППП (таких как кожа, волосы и общие объекты) во время половой жизни.
- Внешние презервативы можно использовать для покрытия полового члена, рук, пальцев или других частей тела во время сексуального проникновения или стимуляции[10]. Они чаще всего изготавливаются из латекса, а также могут быть изготовлены из синтетических материалов, включая полиуретан и полиизопрен.
- Коффердам (первоначально использовалась в стоматологии) — это лист латекса, используемый для защиты при оральном сексе. Он обычно используется в качестве барьера между ртом и вульвой во время куннилингуса или между ртом и анусом во время анально-орального секса.
- Внутренние презервативы (также называемые женскими презервативами) вводятся во влагалище или задний проход до полового проникновения. Эти презервативы изготовлены из полиуретана или нитрила. Если внешние и внутренние презервативы используются одновременно, они могут порваться из-за трения между материалами во время сексуальной активности.
- Медицинские перчатки, изготовленные из латекса, винила, нитрила или полиуретана, могут использоваться в качестве самодельных коффердам во время орального секса или могут закрывать руки, пальцы или другие части тела во время проникновения или сексуальной стимуляции, такой как мастурбация[10][11].
- Презервативы, коффердам и перчатки также можно использовать для покрытия секс-игрушек, таких как фаллоимитаторы, во время сексуальной стимуляции или проникновения[10][11]. Если секс-игрушка должна использоваться более чем в одном месте или партнёре, для неё можно использовать презерватив, коффердам, перчатку и менять их при смене места.

Смазка на масляной основе может разрушить структуру латексных презервативов, коффердам или перчаток, снижая их эффективность для защиты от ЗППП.

### Предэкспозиционная профилактика ВИЧ
Предэкспозиционная профилактика (англ. Pre-exposure prophylaxis, сокращенно PrEP ПрЭП) — это использование отпускаемых по рецепту лекарств теми, у кого нет ВИЧ, для профилактики ВИЧ-инфекции. Препараты ПрЭП принимаются до заражения ВИЧ, чтобы предотвратить передачу вируса, обычно между половыми партнёрами. Препараты ПрЭП не предотвращают другие инфекции ЗППП или беременность.
В разных странах были утверждены разные протоколы использования комбинированного препарата тенофовир и эмтрицитабин в качестве ПрЭП. Было показано, что эта комбинация из двух лекарств предотвращает заражение ВИЧ-инфекцией в разных группах населения при ежедневном, периодическом приёме и по требованию. Многочисленные исследования показали, что комбинация тенофовир и эмтрицитабин более чем на 90 % эффективна для предотвращения передачи ВИЧ между половыми партнёрами.

### Социальные факторы
Следующие социальные факторы эффективны для предотвращения заболеваний, передаваемых половым путём:
- Общение в паре. Возможность знать, есть ли у пары инфекция, был ли небезопасный секс, или он относится к какой-либо другой группе риска (например, употребление инъекционных наркотиков). Это общение важно, особенно когда пара предположительно или изначально моногамна и подозревается в этом.
- Разграничение сексуальных желаний до начала сексуальных игр, так как во время них или во время полового акта редко удаётся со всей серьёзностью установить общение.
- Проконсультируйтесь с врачом о любых признаках, которые могут быть симптомом инфекции, особенно тех, которые появляются на половых органах или во рту.
- Выберите сексуальных партнёров, которые практикуют безопасный секс.
- Не употребляйте наркотики или алкоголь перед половым актом, потому что это увеличивает риск не заниматься безопасным сексом.

### Другие методы
Другие методы, доказавшие свою эффективность в снижении риска ЗППП во время половой жизни:
- Иммунизация против определённых венерических вирусов. Наиболее распространённые вакцины защищают от гепатита В и вируса папилломы человека (ВПЧ), которые могут вызывать рак шейки матки, рак полового члена, рак полости рта и генитальные бородавки. Иммунизация до начала половой жизни повышает эффективность этих вакцин. Вакцины против ВПЧ рекомендуются для всех девочек-подростков и женщин, а также для мальчиков и мужчин в возрасте от 21 до 26 года, соответственно[14].
- Регулярное тестирование и лечение ЗППП, особенно теми, кто сексуально активен с несколькими случайными половыми партнёрами[15][16].

### Спорные методы
Обрезание полового члена. Некоторые исследования показывают, что обрезание крайней плоти полового члена может снизить риск заражения ВИЧ. Некоторые адвокатские группы оспаривают эти выводы.

## Неэффективные методы
Большинство методов контрацепции не эффективны для предотвращения распространения ЗППП. Это включает противозачаточные таблетки, вазэктомию, перевязку маточных труб, периодическое воздержание, ВМС и многие небарьерные методы предотвращения беременности. Тем не менее, презервативы очень эффективны для контроля рождаемости и профилактики ЗППП.
Заявлено, что спермицид ноноксинол-9 снижает вероятность передачи ЗППП. Тем не менее, технический отчёт Всемирной организации здравоохранения показал, что ноноксинол-9 является раздражителем и может вызывать крошечные разрывы на слизистых оболочках, которые могут увеличить риск передачи, предлагая патогенам более лёгкие точки входа в систему. Они сообщили, что смазке ноноксинол-9 не хватает спермицида для повышения эффективности контрацепции, предупредив, что их нельзя продвигать. Нет никаких доказательств того, что спермицидные презервативы лучше предотвращают передачу ЗППП по сравнению с презервативами, у которых нет спермицида. При правильном использовании спермицидные презервативы могут предотвратить беременность, но всё ещё существует повышенный риск того, что ноноксинил-9 может раздражать кожу, делая её более восприимчивой к инфекциям.
Использование диафрагмы или противозачаточной губки обеспечивает некоторым женщинам лучшую защиту от некоторых венерических заболеваний, но они не эффективны для всех ЗППП.
Гормональные методы предотвращения беременности (такие как оральные контрацептивы, депопрогестерон, гормональные ВМС, вагинальное кольцо) не защищают от ЗППП. Внутриматочное устройство и гормональное внутриматочное устройство обеспечивают до 99 % защиты от беременности, но не защищают от ЗППП. Женщины с внутриматочным устройством могут подвергаться большему риску заражения бактериальной инфекцией, такой как гонорея или хламидиоз, хотя это обсуждается.

### Анальный секс
Незащищенное анальное проникновение считается сексуальной активностью высокого риска, поскольку тонкие ткани заднего прохода и прямой кишки могут быть легко повреждены. Лёгкие травмы могут привести к проникновению бактерий, инфекций и вирусов, включая ВИЧ и сифилис. Это включает в себя проникновение в анус пальцами (если вдобавок к этому, на них есть незажившие ранки), руками или секс-игрушками, такими как фаллоимитаторы или анальные пробки. Кроме того, из-за сильного и плотного трения презервативы могут с большей вероятностью разрываться во время анального секса, чем во время вагинального секса, что увеличивает риск передачи ЗППП.
Основным риском, которому подвергаются люди при выполнении анального секса, является передача ВИЧ. Другие возможные инфекции включают гепатит А, В и С, кишечные паразитарные инфекции, такие как Лямблии и бактериальные инфекции, такие как кишечная палочка.
Важно, чтобы мужчина мыл и очищал (желательно проточной водой и гипоаллергенным антисептическим мылом) свой половой член после анального секса, если он намерен проникнуть во влагалище. Бактерии и невидимые остатки каловых масс из прямой кишки легко переносятся во влагалище, что может вызвать инфекции влагалища и мочевыводящих путей.
Чтобы сделать анальный секс более безопасным, пара должна убедиться, что анальная область чиста, а кишка пуста, а партнёр, у которого происходит анальное проникновение, должен иметь возможность расслабиться. Независимо от того, имеет ли место анальное проникновение с помощью пальца или полового члена, презерватив является лучшим барьерным методом для предотвращения передачи ИППП. Клизмы не должны использоваться, поскольку они могут увеличить риск ВИЧ-инфекции, венерическую лимфогранулёму и проктит.

## Секс-игрушки
Надевание презерватива на сексуальную игрушку обеспечивает лучшую сексуальную гигиену и может помочь предотвратить передачу инфекции, если секс-игрушка используется совместно, при условии, что презерватив заменяется при использовании другим партнёром. Некоторые секс-игрушки сделаны из пористых материалов, а поры задерживают вирусы и бактерии, что делает необходимым тщательную очистку секс-игрушек, предпочтительно с использованием чистящих средств специально для секс-игрушек. Стекло не пористое, а секс-игрушки из медицинского стекла легче стерилизуются между применениями.
Все секс-игрушки должны быть должным образом очищены после использования. Способ очистки секс-игрушки зависит от типа материала, из которого она изготовлена. Некоторые секс-игрушки можно кипятить. Большинство секс-игрушек содержат советы о том, как лучше их чистить и хранить, и этим инструкциям следует тщательно следовать. Секс-игрушку следует чистить не только тогда, когда её используют другие люди, но и когда её используют на разных участках тела (например, во рту, влагалище или заднем проходе).
Секс-игрушку следует регулярно проверять на наличие царапин или разрывов, которые могут стать питательной средой для бактерий. Лучше всего, если повреждённая секс-игрушка будет заменена новой неповреждённой. Беременным женщинам следует использовать ещё большую гигиеническую защиту при использовании секс-игрушек. Совместное использование любого типа сексуальной игрушки, которая может забрать кровь, например, кнуты или иголки, не рекомендуется и небезопасно.